# Штрпско корито
Штрпско корито је део крашке површи на централном делу Мироча, на 390—440 м.н.в.
Простире се правцем север—југ (пружање мирочке антиклинале) у дужини од око 8km и ширине око 3km. Блага депресија у рељефу, прекривена вртачама, чини простор тзв. богињавог краса. Матична стена је горњојурски кречњак. Број вртача већи је од 40 по {km}-², а доминантна оријентација њихових дужих оса је северозапад—југоисток. Готово исте морфолошке карактеристике, у ужем смислу, имају и локације Анђина пољана, Игриште, Кремењар.